# 陳行
陳行（1890年—1953年），字健庵，生於浙江諸暨。中華民國大陸時期金融業人士。
曾留學日本，1917年畢業於上海聖約翰大學化學系。後赴美國留學，入俄亥俄大學，獲碩士學位。1919年至1920年入哥伦比亚大学研究院专攻银行货币学。在美國期間结识了宋子文。1921年，畢業回國。曾任上海中華懋業銀行科長、漢口中華懋業銀行經理、武昌造幣廠廠長。1928年起，歷任國民政府財政部金融監理局局長、財政部錢幣司司長、中央銀行理事會理事、中央銀行行長、中央銀行常務理事、中央銀行副總裁、上海造幣廠廠長。1945年，出任還都接收委員會委員。1946年1月1日，陳行獲頒勝利勳章:7943。1949年，到臺灣。1953年在台北逝世。